# Iván Núñez
Iván Leonardo Núñez Wochlk (Santiago, 7 de mayo de 1970)[cita requerida] es un periodista, presentador de televisión y locutor de radio chileno.

## Estudios
Estudió una Licenciatura en Comunicación Social en la Universidad de Chile y se tituló como periodista. Durante sus estudios universitarios trabajó en el periódico Fortín Mapocho (1988-1989). Estudió alemán en el Instituto Goethe de Santiago y mediante una beca de la Internationale Journalist en Programme realizó una pasantía en la televisora pública alemana ZDF.

## Carrera profesional

### Televisión
En televisión comenzó como reportero de Teletrece (1993-2000), luego trabajó en el matinal La mañana del Trece de Canal 13 (2000-2001), conducido por Paulina Nin de Cardona como panelista. En abril de 2001 llegó a Chilevisión, donde fue conductor del programa El termómetro (2001-2005) y editor periodístico de Nada personal (2001), conducido por Tati Penna. En el mismo canal fue también editor periodístico del programa Primer plano (2001-2004).

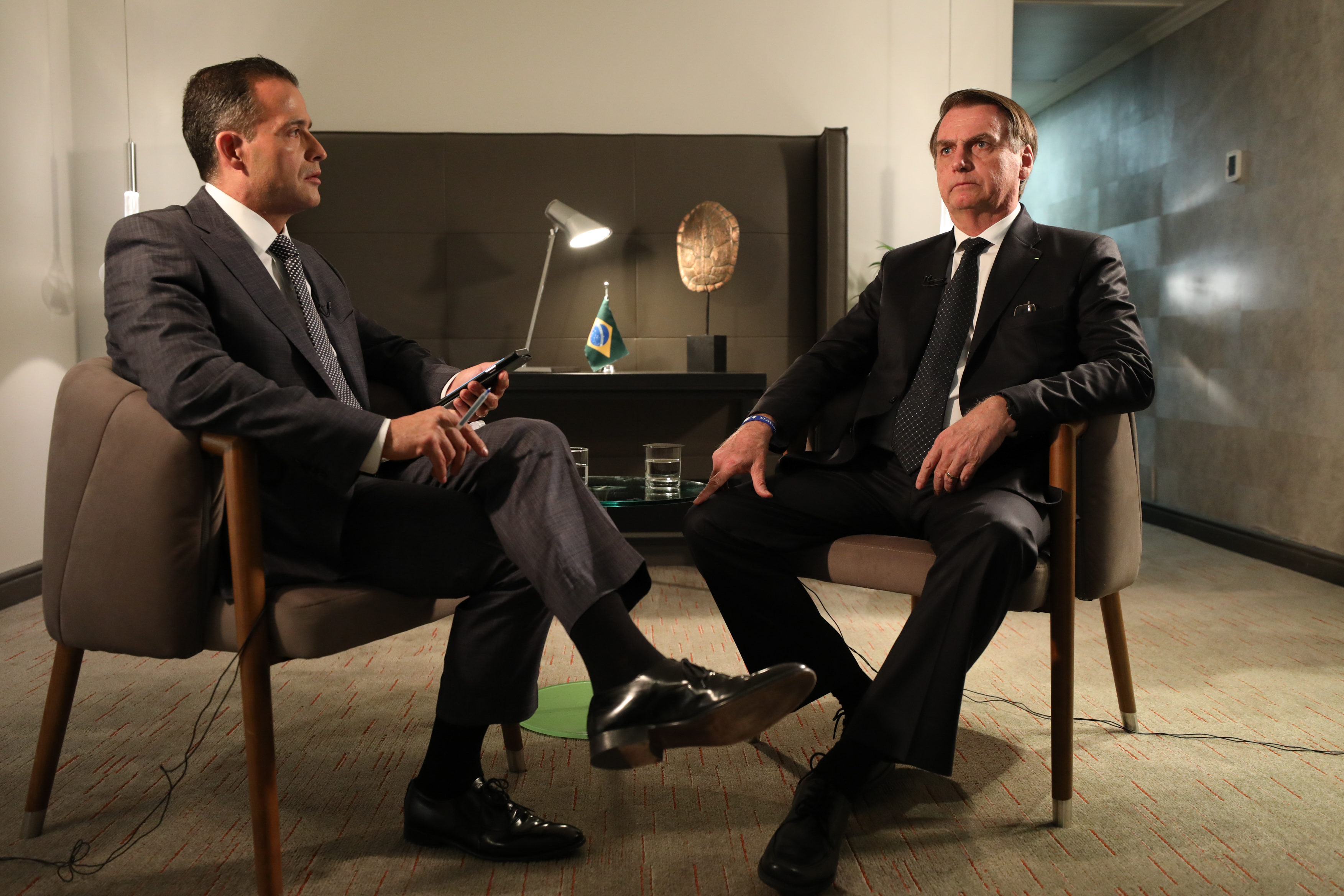
Núñez (izquierda) durante una entrevista para TVN al presidente de Brasil Jair Bolsonaro en marzo de 2019.

En enero de 2006 emigró a Televisión Nacional de Chile (TVN), donde condujo La semana (2006), el noticiero Medianoche (2006-2008) y Esto no tiene nombre (2007-2008). En enero de 2009 regresó a Chilevisión, para conducir Chilevisión noticias, además de tener funciones editoriales. En 2012 estrenó el programa Psíquicos. Fue desvinculado de Chilevisión en enero de 2019.

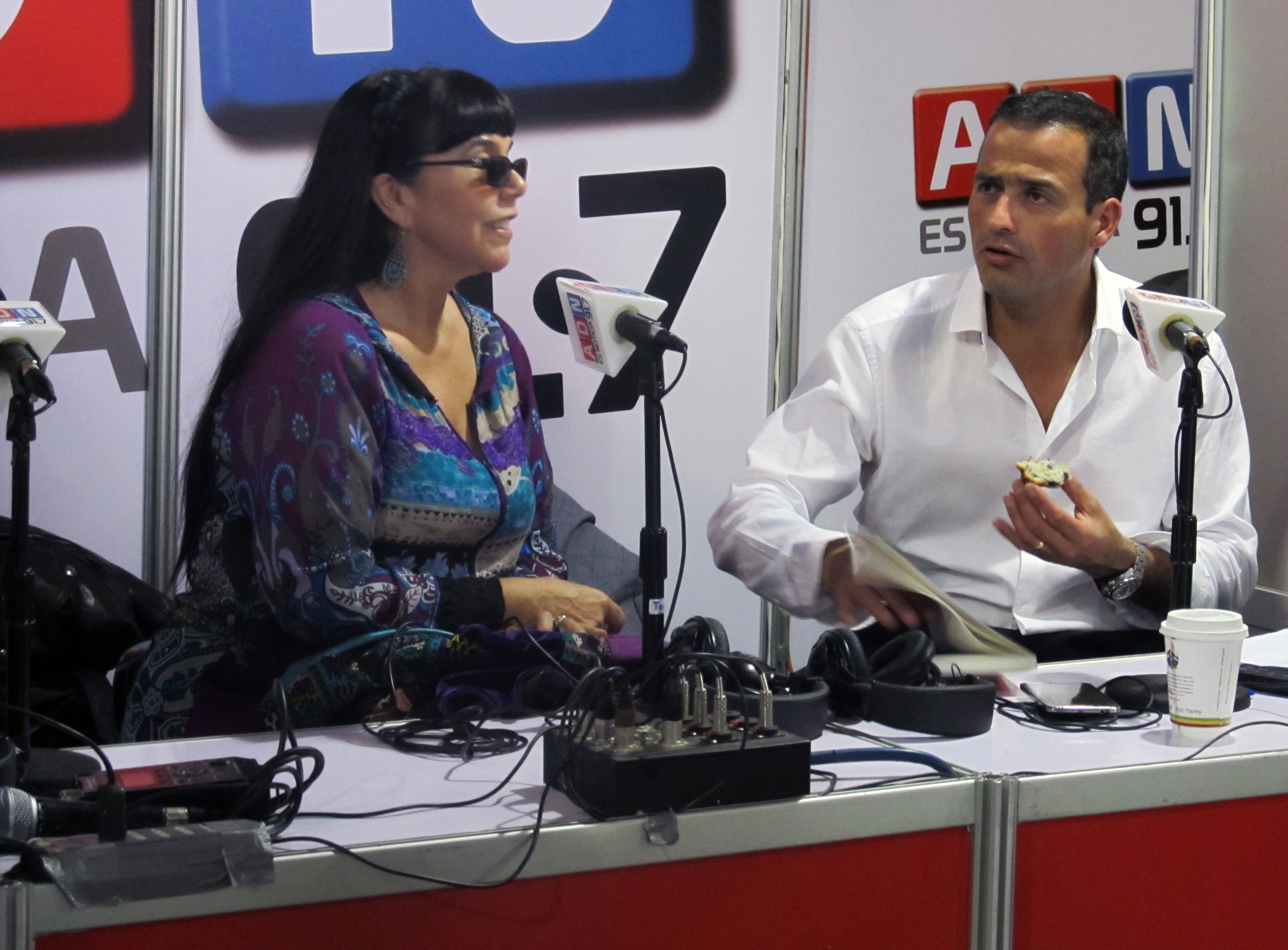
Núñez entrevistando a Malucha Pinto para ADN Radio en 2014.

El 22 de febrero de 2019 se anunció su retorno a TVN, después de casi 10 años, y desde el 11 de marzo de 2019 conduce 24 Horas Central. En 2021 se suma a la conducción del noticiero Constanza Santa María. El 27 de marzo de 2021, mientras se encontraba realizando labores periodísticas en Arauco dentro del contexto por los incidentes en la Araucanía de ese año, el vehículo en el cual se trasladaba junto al equipo que lideraba, fue atacado con armas de fuego en la ruta entre Cañete y Tirúa, resultando con heridas leves en el antebrazo. El incidente se encuentra actualmente en investigación por parte de la PDI.

### Radio
En radio ha trabajado en las emisoras Agricultura (1990); Cooperativa (1991); Futuro (2008-2011), donde condujo el programa Palabras sacan palabras; ADN (2012-2018), donde condujo La Prueba de ADN, Mediodía en ADN, ADN Hoy; e Imagina, donde condujo Panorama Imagina, hasta el 29 de octubre de 2020.

## Vida personal
Estuvo casado con Marlene de la Fuente, con quien tuvo cuatro hijos. La pareja se separó en 2019, tras quince años de relación.
Núñez y De la Fuente fueron víctimas de fraude por un monto de 76 millones de pesos chilenos, perpetrado por el economista Rafael Garay, quien fue condenado en 2018 por estafa reiterada a un total de 29 personas.

## Reconocimientos
Núñez ha obtenido los siguientes galardones:
- Premio Ministerio de Educación por «su aporte a la difusión de la Cultura»;
- Círculo de Periodistas a la «mejor figura juvenil de televisión»;
- Premio APES al «mejor programa de debate», por El termómetro.